# Loose Shoes and Tight Pussy
Loose Shoes and Tight Pussy è un album in studio del cantautore statunitense Alex Chilton, pubblicato nel 1999. Si tratta di un disco di cover.

## Tracce
1. I've Never Found a Girl (Booker T. Jones, Eddie Floyd, Alvertis Isbell) – 3:45
2. Lipstick Traces (Naomi Neville) – 3:27
3. Hook Me Up (Johnny "Guitar" Watson) – 4:16
4. The Oogum Boogum Song (Alfred J. Smith) – 3:26
5. If You's a Viper (Leroy Smith) – 2:16
6. I Remember Mama (Shirley Caesar, Michael Mathis, Bernard Sterling, Dottie Sterling, Ann Price, Mae Newton) – 3:46
7. April in Paris (E. Y. Harburg, Vernon Duke) – 3:29
8. There Will Never Be Another You (Mack Gordon, Harry Warren) – 2:18
9. Single Again (Gary Stewart) – 2:55
10. You've Got a Booger Bear Under There (Ollie Hoskins, Quinn Golden) – 4:39
11. Shiny Stockings (Frank Foster) – 4:03
12. Goodnight My Love (John Marascalco, George Motola) – 2:55